# Teatre físic

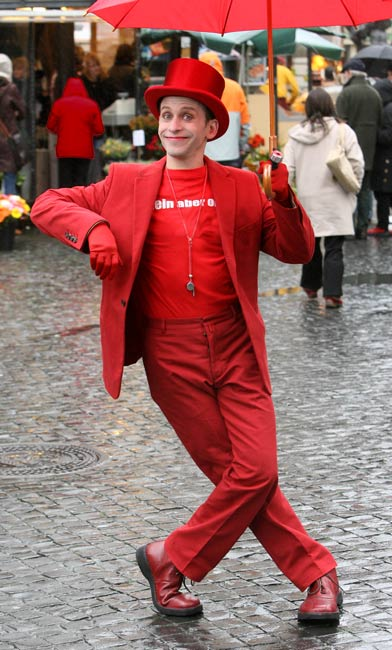
Mim Pablo Zibes

El teatre físic és una tècnica d'interpretació teatral que es va començar al segle XIX i que es caracteritza per construir els personatges i les seves emocions mitjançant les accions. Amb aquesta tècnica, els actors poden treballar en monòlegs, diàlegs i en tota mena d'obres teatrals, clàssiques o modernes.
Va néixer buscant la llibertat expressiva i la "protecció psicològica" dels actors, ja que a aquests no els cal "sentir" el que sent el seu personatge, ni cercar en el seu passat ni interior aquestes emocions, ni la qualitat de la seva actuació depèn de l'estat anímic, mental i emocional del dia. Es contraposa al mètode de Lee Strasberg, en què aquest parteix d'emocions per a crear les accions i així crear el personatge. Alguns directors i desenvolupadors del teatre físic són Antonin Artaud, Pina Bausch, Jerzy Grotowski, Vsévolod Meierhold, Peter Brook, Jacques Lecoq, Eugenio Barba, Étienne Decroux, Ariane Mnouchkine i Tadashi Suzuki.
Desenvolupat per la commedia dell'arte, actualment també fusiona tècniques de dansa, circ, arts marcials, clown, etc.